# Sumika Yanagawa
Sumika Yanagawa (en japonés: 柳川澄樺, Yangawa Sumika) (Osaka, 13 de febrero de 1991) es una luchadora profesional japonesa que actualmente milita en la Professional Wrestling Just Tap Out (JTO), donde fue campeona mundial de peso medio de la UWA. También es conocida por su paso por Ice Ribbon, donde fue campeona internacional por parejas, y por otras promociones de la escena independiente japonesa.

## Carrera profesional

### Professional Wrestling Just Tap Out (2020–presente)
Yanagawa debutó en la lucha libre profesional en Professional Wrestling Just Tap Out en JTO GIRLS 3 con el nombre artístico de «Trainee K» el 27 de septiembre de 2020, donde derrotó a «Trainee Y» (Yuuri) en un combate de exhibición. En la edición de 2023 de la JTO J1 League & GIRLS League, Yanagawa llegó a la final del torneo femenino, donde cayó derrotada ante Misa Kagura en un combate que también se disputaba por el primer Campeonato Femenino JTO. En el JTO Michinoku The Super Best 2024, celebrado el 10 de mayo, Yanagawa ganó una battle royal al estilo Akama disputada por el Campeonato Mundial de Peso Ligero de la UWA, en la que derrotó al campeón reinante Naoya Akama y a ARA, Arata, Blazer Tanni, Kensuke, Maxi, Mizuna y Mr. Mask. Se convirtió en la primera luchadora femenina en ostentar el título.
También ha competido con Pure-J como talento en desarrollo enviada por JTO. Hizo su primera aparición en el PURE-J 4th Anniversary ~ Rainbow Mountain 2021 el 9 de agosto, donde desafió sin éxito a Akari por el Campeonato Princess of Pro Wrestling. Finalmente consiguió ganar el título en JTO Sumika Yanagawa Triumphant Return, un evento producido el 23 de noviembre de 2023, donde derrotó a su compañera de equipo Misa Kagura.

### Ice Ribbon (2022–presente)
Yanagawa debutó en Ice Ribbon en el Ice Ribbon New Ice Ribbon #1170 el 8 de enero de 2022, donde formó equipo con Kaho Matsushita en un combate perdido contra Tsukasa Fujimoto y Yuki Mashiro. Durante su etapa en la promoción, luchó por varios títulos. En Yokohama Ribbon 2022, el 28 de mayo, cayó derrotada ante Amin en las primeras rondas de un torneo por el título vacante ICE Cross Infinity Championship. En Ice Ribbon New Ice Ribbon #1297, el 26 de agosto de 2023, Yanagawa formó equipo con Misa Kagura y derrotó al equipo reinante Mukomako (Makoto y Hamuko Hoshi) y a Akari y Yappy en un combate por equipos a tres bandas para ganar el Campeonato Internacional Ribbon por Equipos. En Ice Ribbon New Ice Ribbon #1268, el 25 de marzo de 2023, Yanagawa compitió en un combate gauntlet en el que todas las participantes lucharon contra Nao Ishikawa y en el que participaron varias luchadoras como Satsuki Totoro, Momo Tani, Mio Shirai, Ibuki Hoshi, Banny Oikawa y muchas otras.

### Pro Wrestling Wave (2021–2022)
Yanagawa debutó en Pro Wrestling Wave mientras competía en la edición de 2021 del torneo Catch the Wave, en el que evolucionó en el bloque B de la rama «Young Block», donde obtuvo un total de tres puntos tras enfrentarse a Chie Ozora, Waka Tsukiyama y Yappy, sin conseguir clasificarse para la final. En WAVE Survival Dance ~ Regina Challenge, el 24 de octubre de 2022, compitió en una battle royal por el título de aspirante número uno al Campeonato Individual Wave, ganado por Yuki Miyazaki y en el que también participaron varias oponentes destacadas, como Akane Fujita, Veny, Cherry, Kaori Yoneyama, Miyako Matsumoto y Sakura Hirota, entre otras.

### Consejo Mundial de Lucha Libre (2024–presente)
El 25 de febrero de 2024, en CMLL Lady's Ring Lucha Fiesta Sumika, Yanagawa derrota a Honoka y Kizuna Tanaka, y a Misa Kagura y ZONES, para convertirse en la primera campeona del título Mexico Kanko, lo que le permite participar y entrenar en México. El 25 de septiembre de 2024 se anunció su participación en el Gran Premio de Amazonas 2024 del CMLL. El 18 de octubre, Sumika Yanagawa y Sayaka Unagi debutaron en la Arena México perdiendo contra Tessa Blanchard y Lluvia por el Campeonato Mundial Femenil en Parejas del CMLL.

## Campeonatos y logros
- Consejo Mundial de Lucha Libre
  - Mexico Kanko Championship (1 vez)
- Ice Ribbon
  - International Ribbon Tag Team Championship (1 vez) – con Misa Kagura[17]
- Professional Wrestling Just Tap Out
  - Queen of JTO Championship (1 vez)
  - JTO Girls Tag Team Championship (1 vez) – con Misa Kagura
  - UWA World Middleweight Championship (1 vez)
- Pure-J
  - Princess of Pro-Wrestling Championship (1 vez)[18]